# Basse-Vendline
Basse-Vendline – miejscowość i gmina w północno-zachodniej Szwajcarii, w kantonie Jura, w okręgu Porrentruy. Powstała 1 stycznia 2024 z połączenia gmin Beurnevésin i Bonfol.

## Demografia
W Basse-Vendline mieszkają 742 osoby.

## Transport
Przez teren gminy przebiegają drogi główne nr 246 i nr 247.